# 土默特右旗
土默特右旗是内蒙古自治区包头市下辖的一个旗，土默特右旗人民政府駐薩拉齊鎮。

## 历史
前身为歸化城土默特，清末设立萨拉齐厅。1958年5月25日，撤销萨拉齐县，大部分行政区域划归土默特旗。1965年，國務院撤销土默特旗，分设土默特右旗和土默特左旗。

## 行政区划
土默特右旗下辖5个镇、3个乡：
萨拉齐镇、双龙镇、美岱召镇、沟门镇、将军尧镇、海子乡、明沙淖乡、苏波盖乡和九峰山生态管理委员会。

## 人口
根據第七次人口普查數據，截至2020年11月1日零時，土默特右旗常住人口237421人，全旗有16個民族，蒙古族為主體少數民族，少數民族佔總人口3.3%。蒙古族0.81萬人，其他少數民族0.29萬人。
土默特前旗境内的汉语方言主要属于晋语大包片。

## 交通
- 110国道过境。